# Chamaecyparis formosensis
Espèce
Statut de conservation UICN

 EN A2d : En danger
Chamaecyparis formosensis Matsum., le cyprès de Taiwan, est un arbre conifère appartenant au genre Chamaecyparis de la famille des Cupressaceae. Il pousse jusque 2 900 m à Taiwan et dépasse parfois les 3 000 ans.

## Galerie

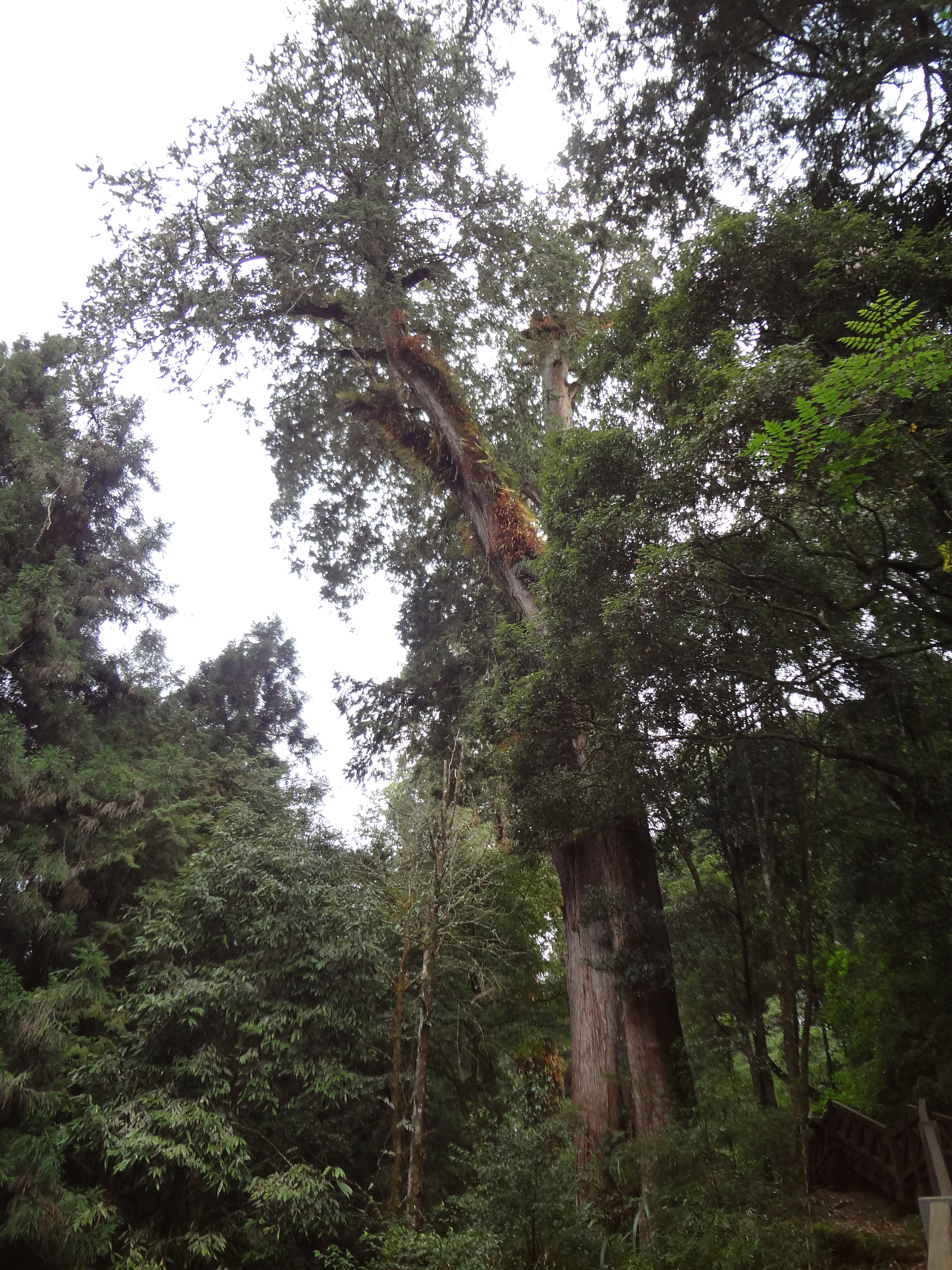
Chamaecyparis formosensis, Alishan, Taiwan
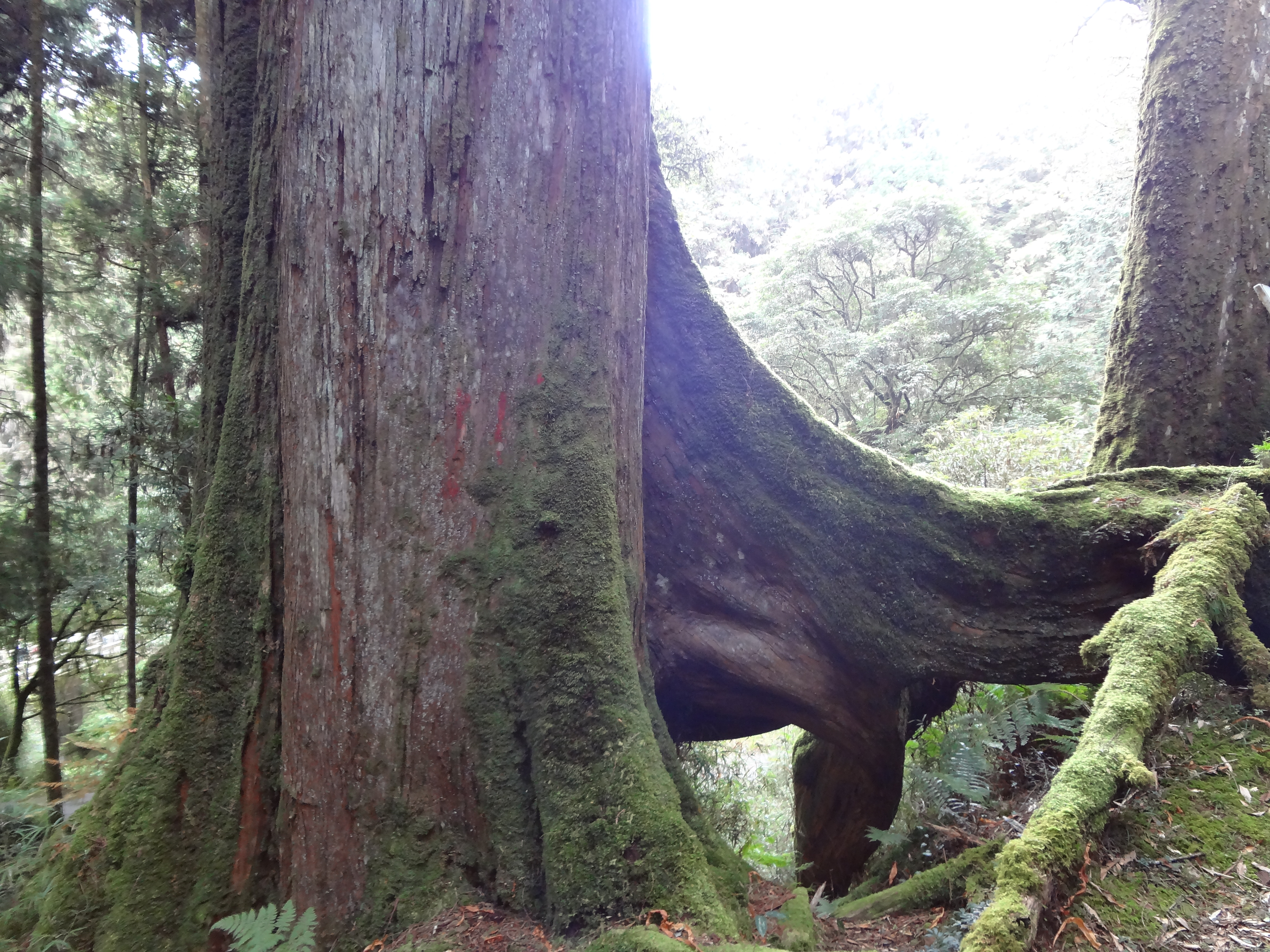
Chamaecyparis formosensis, Alishan, Taiwan
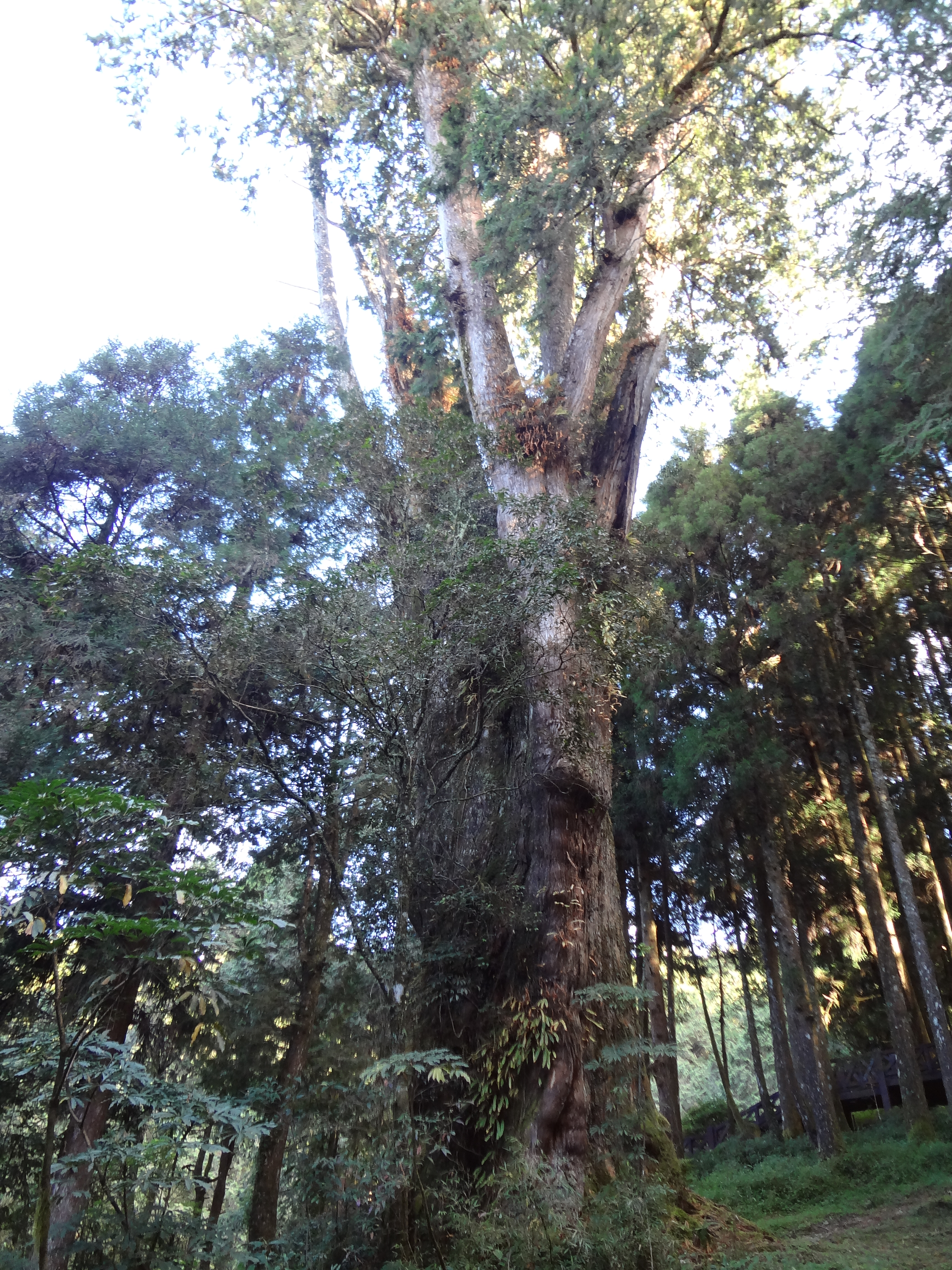
Chamaecyparis formosensis, Alishan, Taiwan